# Sangre romana
Sangre romana (título original en inglés, Roman Blood) es una novela histórica del escritor estadounidense Steven Saylor, publicada primero por Minotaur Books en 1991. Es el primer libro de su serie de novelas de misterio Roma Sub Rosa ambientadas en las últimas décadas de la República romana. El principal personaje es el detective romano Gordiano el Sabueso.

## Sinopsis
Se ambienta en el año 80 a. C., con Sila como dictador. El joven abogado Cicerón defiente a Sexto Roscio, un hombre acusado de asesinar a su propio padre. La terrible pena por parricidio es descrita en el libro. Cicerón contrata a Gordiano el Sabueso para descubrir la verdad sobre este asunto. Se nos presenta a la esclava de Gordiano, Bethesda, al niño mudo Eco, y a personajes históricos como el plutócrata Marco Licinio Craso, el poderoso liberto Lucio Cornelio Crisógono y al secretario de Cicerón, Tirón.